# Piero Pellicini
Piero Pellicini (Firenze, 19 dicembre 1941 – Luino, 10 maggio 2012) è stato un politico italiano.
Originario di San Miniato, nel 1944 si trasferì piccolissimo con la famiglia a Luino: il padre Giuseppe fu infatti podestà del comune pisano sotto il fascismo e preferì abbandonarlo temendo ritorsioni a seguito della liberazione.
Già militante del Movimento Sociale Italiano, nel 1996 viene eletto al Senato della Repubblica per Alleanza Nazionale. Era membro della 4ª Commissione permanente (Difesa), della Commissione speciale in materia d'infanzia, del Comitato parlamentare di controllo degli Accordi di Schengen, della Commissione parlamentare per l'infanzia e della Commissione d'inchiesta sul terrorismo in Italia.
Nel 2001 è confermato al Senato della Repubblica per Alleanza Nazionale. Era membro della 3ª Commissione permanente (Affari esteri, emigrazione), della Commissione speciale in materia d'infanzia e di minori, della Commissione d'inchiesta uranio impoverito, della Commissione parlamentare per l'infanzia, della Delegazione italiana presso l'Assemblea Consiglio d'Europa, della Delegazione italiana presso l'Assemblea dell'UEO e del Consiglio di garanzia.
Il figlio Andrea Pellicini si è ugualmente impegnato in politica.